# Juan Sempere y Guarinos
Juan Sempere y Guarinos (Elda, Reino de Valencia, 8 de abril de 1754 - Elda, 18 de octubre de 1830) fue un jurista, político, bibliógrafo y economista español, perteneciente a la Ilustración.

## Biografía
Nace en Elda en 1754 en el seno de una familia acomodada de origen morisco oriunda de Villena, de donde fue expulsada. Realizó estudios de grado medio en el seminario de Orihuela y en su universidad donde obtuvo el título de Doctor en Teología y Bachiller en Cánones y Leyes. Durante sus estudios asimiló las nuevas enseñanzas del humanismo que había ayudado a extender por la zona Gregorio Mayáns y Siscar. En el tiempo de su estancia en Murcia contactó con las ideas de la Ilustración y el regalismo.

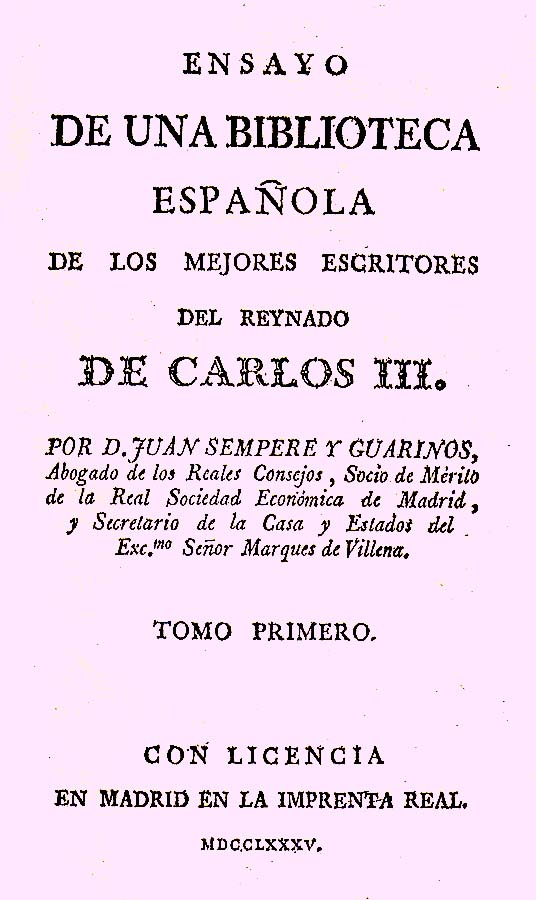
Obra de Juan Sempere y Guarinos sobre Los mejores escritores del reinado de Carlos III

Tras pasar por Valencia, recala en Madrid en su condición ya de abogado. Trabaja como secretario del marquesado de Villena y se integra en la Academia de Derecho Público de Santa Bárbara y en la Sociedad Económica Matritense. Hombre muy culto y especialmente versado en la historia de las instituciones españolas, publicó por entonces una obra fundamental para la bibliografía de la Ilustración, su Ensayo de una Biblioteca española de los mejores escritores del reinado de Carlos III (Madrid, 1785-1789, seis vols.), que ya está en germen en el discurso con que en 1782 adicionó su traducción de las Reflexiones sobre el buen gusto de Ludovico Antonio Muratori.
Fue nombrado fiscal civil de la Chancillería de Granada y en 1790 ingresó en la Real Academia de Florencia. En este tiempo se casa. En la Chancillería estuvo hasta 1812, donde mantuvo como magistrado un activo papel de reformas ilustradas que le valieron un expediente instruido por la Inquisición.
En 1797 fue nombrado consejero de Hacienda. Publica sus primeras obras jurídicas sobre las chancillerías de Valladolid y Granada. Remite a Godoy un informe sobre la educación en España que le granjeará su enemistad. En 1801 comienza a publicar su obra Biblioteca Española Económico-Política, que terminará en el cuarto tomo en 1821. En 1804 publica Apuntamientos para la Historia de la Jurisprudencia española, que es el primer intento de realizar una historia del derecho español.
La invasión de Granada por las tropas napoleónicas le encuentra en la Junta de Defensa de la ciudad. Por entonces elabora las aportaciones de Granada a las Cortes de Cádiz. Sin embargo, su espíritu ilustrado le llevó a vivir una contradicción entre la defensa de la nación y los nuevos aires traídos por los invasores. Se convierte así en un afrancesado que confía en que José I impulsará una renovación de la España tradicional, y que participa además en el Tribunal Supremo josefino. En 1810 le son confiscados sus bienes por «colaboración con el gobierno intruso». No obstante, mantiene sus convicciones e ingresa en la Real Academia de la Historia. En 1812 es detenido y encarcelado. En 1814 sigue el destino de José I y se exilia en Burdeos y más tarde en París. En 1815 publica en francés Histoire des Cortes d´Espagne en la que combate a la vez el romanticismo de los liberales de Cádiz y a los reaccionarios. En el Trienio liberal (1820 - 1823) la amnistía le permite regresar a España. De esta época data su tratado Historia de las rentas eclesiásticas de España, impreso en Madrid en 1822 e incluido inmediatamente por la Iglesia católica en su Índice de Libros Prohibidos.
La restauración del absolutismo por parte de Fernando vii le obligó de nuevo al exilio en París. Consigue regresar en 1826 y publica en francés su última obra, Consideraciones sobre las causas de la grandeza y decadencia de la monarquía española. Al no conseguir su rehabilitación personal, se retira a Elda donde fallecerá en 1830.

## Obras
- Alegación por la jurisdicción real en el recurso de fuerza sobre la inmunidad de Francisco de Anze y Torres. Granada: Impr. de Zea, 1791.
- "Apuntamientos para la historia de la jurisprudencia española" en su Biblioteca española económico-política. Madrid: Impr. A. Sancha, 1801-1821, T. II. (1804)
- Biblioteca española económico-política. Madrid: Imp. A. Sancha, 1801-1821.
- Cartas a Srs. F. G. y Jean Nellerto sobre la Historia de las Cortes de España y sobre los refugiados españoles. Burdeos: Pierre Beaume Imprimeur-Libraire, 1817.
- Consideraciones sobre las causas de la grandeza y de la decadencia de la monarquía española. París: Jules Renouard, Libraire, 1826.
- Descripción de los ornatos públicos con que la Corte de Madrid ha solemnizado la feliz exaltación al trono de los Reyes Nuestros Señores D. Carlos IV y Doña Luisa de Borbón y la jura del Serenísimo Señor Don Fernando, Príncipe de Asturias. Madrid: Imp. Real, 1789.
- "Disertación sobre la policía de las diversiones populares: si éstas tienen algún influjo en las costumbres y carácter de las naciones y cuáes deberán fomentarse o prohibirse: Conclusiones de esta disertación, leída el 9 de octubre de 1784 en la Real Academia de Santa Bárbara". Memorial Literario, octubre de 1784, n.º III, p. 19-20.
- "Disertación sobre la policía: en qué se diferencia de la Política y cuáles son los principales objetos de una y otra". Memorial Literario, enero de 1784, p. 25-26.
- Ensayo de una biblioteca de los mejores escritores del reinado de Carlos III. Madrid: Imp. Real, 1785-1789. 6 T. También la Biblioteca Virtual Miguel de Cervantes, hasta el tomo V; T. I, T. II, T. III, T. IV, T. V.
- Historia de las Cortes de España. Burdeos: Pierre Beaume Imprimeur-Libraire, 1815.
- Historia de las rentas eclesiásticas de España. Madrid: Sancha, 1822.
- Historia de los vínculos y mayorazgos. Alicante: Instituto de Cultura Juan Gil-Albert, 1990. También en Biblioteca Virtual Miguel de Cervantes. Estudio preliminar de Juan Rico Jiménez.
- Historia de los vínculos y mayorazgos. Madrid: Impr. A. de Sancha, 1805.
- Historia del Derecho español. Madrid: Imp. Nacional, 1822-1823.
- Historia del lujo y de las leyes suntuarias de España. Madrid: Impr. Real, 1788.
- D. Pedro Rodríguez Campomanes. Edición e introducción de Rafael Herrera Guillén para la Biblioteca Saavedra Fajardo. Murcia, 2006.
- Edición del Libro de la Orden de la Banda.
- Los principios de la Constitución Española y los de la justicia universal aplicados a la legislación de los señoríos, o sea, Concordia entre los intereses y derechos del Estado y los de los antiguos vasallos y señores. Precede un discurso histórico-legal sobre la feudalidad y los señoríos en España dedicado a las Cortes por un jurisconsulto español. Obra atribuida. Madrid: Repullés, 1821.
- "Memoria sobre la necesidad de una exacta descripción física y económica de España", en su Biblioteca española económico-política. Madrid: Impr. A. Sancha, 1801-1821, T. I. (1801).
- Memoria sobre la prudencia en el repartimiento de la limosna. Madrid: Impr. Real, 1784.
- Memoria sobre la renta de población del Reino de Granada. Granada: Impr. Herederos Nicolás Moreno, 1799. También en su Biblioteca española económico política. Madrid: Impr. A. Sancha, 1801-1821, T. IV (1821).
- Memoria sobre las causas de la decadencia de la seda en el reino de Granada. Granada: Francisco Gómez Espinosa de los Monteros, 1806. También en su Biblioteca española económico-política. Madrid: Impr. A. Sancha, 1801-1821, T. IV (1821).
- Memoria sobre señoríos territoriales y solariegos. Obra atribuida. [s.a.].
- Memorias sobre la historia de las constituciones españolas. Memoria primera sobre la Constitución gótico-española. París: P. N. Rougeron, 1820.
- Noticias Literarias de Sempere. Madrid: León Amarita, 1821.
- Observaciones sobre el origen, establecimientos y preeminencias de las Chancillerías de Valladolid y de Granada. Granada: Impr. Herederos Nicolás Moreno, 1796.
- Observaciones sobre las Cortes y sobre las leyes fundamentales de España. Granada, 1810.
- "Policía de España acerca de los pobres, vagos y malentretenidos", en su Biblioteca económico-política. Madrid: Impr. A. Sancha, 1801-1821, T. I (1801).
- Prospecto de una obra intitulada "Colección de las leyes de España pertenecientes a la política económica con la historia de todos sus ramos". Edición y nota introductoria de Rafael Herrera Guillen. Res Publica, Revista de Filosofía, 2005, 15, p. 221-230.
- Reflexiones sobre el buen gusto en las ciencias y en las artes. Traducción libre de las que escribió en italiano Luis Antonio Muratori. Con un discurso sobre el buen gusto actual de los españoles en la Literatura. Madrid: Imp. A. de Sancha, 1782. También en la Biblioteca Virtual Miguel de Cervantes.
- Resumen de la historia de las antiguas Cortes de España. Madrid: Imp. M. Calero, 1834.
- Discurso sobre la importancia del cultivo de las viñas y del comercio del vino. Madrid, 2004. Gráfs. Greco. Caja de Ahorros del Mediterráneo - Club de Amigos del Cocido (Madrid) - Cofradía El Raïm (Campello, Alicante). 48 págs. Grabados. 215 x 156 mm.